# ایکیتسوکی، ناگاساکی
ایکیتسوکی، ناگاساکی (به لاتین: Ikitsuki) یک منطقهٔ مسکونی در ژاپن است که در کیوشو واقع شده‌است. ایکیتسوکی ۷٬۲۱۵ نفر جمعیت دارد.